# Melissoptila solangeae
Melissoptila solangeae är en biart som beskrevs av Urban 1998. Melissoptila solangeae ingår i släktet Melissoptila och familjen långtungebin. Inga underarter finns listade i Catalogue of Life.